# Cheirogaleus major
El lemur enano mayor (Cheirogaleus major) es una especie de lémur, como todas, endémica de Madagascar.  Se encuentra ampliamente distribuida en los bosques primarios y secundarios de la costa este de la isla. No se encuentra en peligro de extinción.
Su pelaje es gris, o marrón rojizo, con círculos oscuros alrededor de sus ojos. Hacia el fin de la temporada húmeda su cola engorda, pues acumula grasas para la temporada seca.
Es predado por la mangosta de cola anillada (Galidia elegans) y por el ave de presa busardo de Madagascar (Buteo brachypterus), y se piensa que también por el Fosa (Cryptoprocta ferox), pues preda otras especies de lémures.